# شعار ميانمار
ختم جمهورية اتحاد ميانمار (بالبورمية: ပြည်ထောင်စုသမ္မတမြန်မာနိုင်ငံတော် နိုင်ငံတော်အထိမ်းအမှတ်တံဆိပ်) في جميع الوثائق الحكومية الرسمية، بما في ذلك المطبوعات. نظرًا لأن الختم هو رمز رسمي، فهناك قانون ومبادئ ختم الدولة بشأن الاستخدام المناسب له، تم تصميم شعار ميانمار بواسطة الفنان التشكيلي البورمي ميا ثاونغ.

## وصف الشعار
- الشعار ذو خلفية حمراء تتوسطها خريطة ذهبية لميانمار محاطة بـ 14 غصن زيتون (7 على كل جانب).
- بجانب الفروع يوجد أسدان. الأسد الأيسر يواجه اليسار والأسد الأيمن يواجه اليمين.
- كتب اسم الدولة «جمهورية اتحاد ميانمار» باللغة البورمية (ပြည်ထောင်စု သမ္မတ မြန်မာနိုင်ငံတော်) على الشريط. كلمة الاتحاد (ပြည်ထောင်စု) أسفل الأسد الذي في اليسار. كلمة جمهورية (သမ္မတ) تحت الخريطة. كلمة ميانمار (မြန်မာနိုင်ငံတော်) تحت الأسد الذي في اليمين.
- ويوجد في الأعلى نجمة خماسية صفراء كبيرة إلى الأعلى.
- الجزء الآخر من الختم مُحاط بالزهرة البورمية التقليدية [3]

## الإستعمالات
يمكن استخدام ختم الدولة لما يلي:
- يمكن استخدام الشعار في القصر الرئاسي.
- يمكن استخدام الشعار في/على سيارات الرئيس.
- يمكن استخدام الشعار في مباني البرلمان المركزي (بييداونغسو هلوتاو ومجلس نواب ميانمار وأميوتا هلوتاو)، والمكاتب الحكومية على مستوى الاتحاد، والمباني الحكومية في الولايات والمناطق.
- يمكن استخدام الشعار في الوزارات ومكاتب الوكالات التابعة لها وفي المحاكم والمنظمات والإدارات المسموح باستخدامها من قبل حكومة الاتحاد.
- يمكن استخدام الشعار في سفارات وقنصليات ميانمار وممثليات أخرى.
- يمكن طباعتها على الأشياء التي تستخدم في حفلات الاستقبال الحكومية.
- يمكن استخدام الشعار في الأوراق النقدية والطوابع.
- يمكن أن تستخدم الشعار المنظمات التي يسمح لها الرئيس.
- يمكن استخدام الشعار في الوثائق الرسمية للبرلمانات المركزية والولاية والمنطقة، وحكومة الاتحاد والوزارات، وحكومات الولاية، والمنطقة، والمنظمات والإدارات التي تسمح لها حكومة الاتحاد.
- يمكن استخدام الشعار في اجتماعات الدولة والاحتفالات.[3]

## التاريخ

### قبل عام 1948
كان الطاووس الأخضر هو رمز الدولة السابق لملوك بورما. تبنى ملوك لأسرة كونباونغ الحاكمة المتأخرون ختم دائري به طاووسًا حوله شمس. استمر استخدام الطاووس الأخضر خلال فترة الاستعمار البريطاني ودولة بورما. ظهر الطاووس أيضًا على الروبية البورمية كرمز وطني.
تم تقديم التصميم الحالي لختم الدولة لأول مرة في الجمعية التأسيسية لاتحاد بورما في عام 1947.:8

### 4 يناير 1948 - 3 يناير 1974
اعتمد التصميم الحالي لشعار لأول مرة في جمعية اتحاد بورما التأسيسية في عام 1947.:8  احتوى على النص البورمي (ပြည်ထောင်စု သမတမြန်မာ နိုင်ငံတော်။) على اللافتة، التي تترجم «جمهورية اتحاد ميانمار» (نفس النص الموجود في ختم الدولة الحالي باستثناء تهجئة الكلمة التي الجمهورية: သမတ) وكذلك ثلاثة أسود. بالإضافة إلى ذلك، كانت هناك دائرة تحيط بخريطة الدولة تحتوي على الآية 194 لبودهافاغا في دهامابادا في بالي: (သမဂ္ဂါနံ တပေါ သုခေါ)، والتي تُترجم إلى «السعادة من خلال الانسجام» أو «الرفاهية من خلال الوحدة». اعتمد عند استقلال البلاد في 4 يناير 1948.

### 3 يناير 1974 - 19 أكتوبر 1988
اعتمد دستور عام 1974 لجمهورية اتحاد بورما الاشتراكية شعار دولة جديدً برموز اشتراكية: ترس صغير ذو 14 سنًا، يحيط بخريطة ميانمار، محاط بسنبلتين من الأرز، والأسدان البورميان الفنيان بجانب الفروع: الأسد الأيسر مواجهًا لليسار والأسد الأيمن مواجهًا لليمين، الكلمات ပြည်ထောင်စု ဆိုရှယ်လစ်သမ္မတ မြန်မာနိုင်ငံတော် ، التي تترجم «جمهورية اتحاد ميانمار الاشتراكية»، على لافتة الشريط في الأسفل. اعتمد مع دستور 1974 في 3 يناير 1974.

### 19 أكتوبر 1988-21 أكتوبر 2010
أصدر مجلس الدولة لاستعادة القانون والنظام قانونًا يستبدل عبارة «جمهورية اتحاد ميانمار الاشتراكية» بعبارة «اتحاد ميانمار» في 19 أكتوبر 1988. عُدل ختم الدولة حيث أزيلت كلمات (ဆိုရှယ်လစ်သမ္မတ) («الجمهورية الاشتراكية») وغُير لون الختم كله إلى اللون الذهبي.

### 31 يناير 2011 - حتى الآن
تمت الموافقة على دستور جمهورية اتحاد ميانمار لبورما عن طريق استفتاء في عام 2008. في هذا الدستور الجديد أجريت تغييرات على ختم الدولة. يستخدم ختم الدولة الجديد الألوان الأحمر والذهبي. وأزيل أيضًا عجلة التروس وسنابل الأرز واستبدالت بأغصان الغار أو الزيتون وغير الكلمات الموجودة على الشريط إلى (ပြည်ထောင်စု သမ္မတ မြန်မာနိုင်ငံတော်) التي تترجم «جمهورية اتحاد ميانمار». تمت الموافقة على قانون ختم الدولة في 21 أكتوبر 2010  (ولكن لم يطبق على الفور) وعرض ختم الدولة الجديد على التلفزيون بعد ظهر ذلك اليوم. لكن لم يعتمد ختم الدولة الجديد حتى عام 2011، واعتمد في اليوم الذي دخل فيه دستور 2008 حيز التنفيذ، في 31 يناير 2011.

## المعرض صور

شعار بورما البريطانية (1939-1941)، (1945-1948)
شعار دولة بورما (1943-1945)
شعار اتحاد بورما الوطني (4 يناير 1948 - 3 يناير 1974)
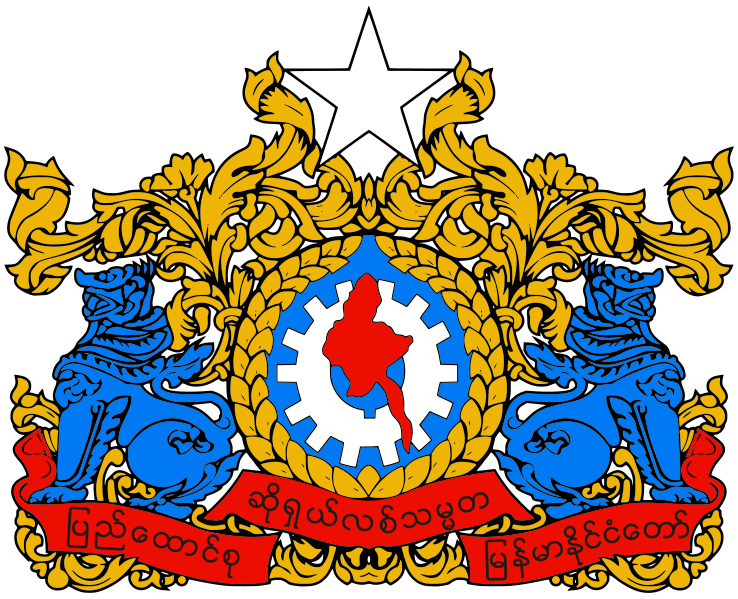
شعار جمهورية اتحاد بورما الاشتراكية الوطني (3 يناير 1974 - 19 أكتوبر 1988)
شعار اتحاد بورما الوطني (19 أكتوبر 1988 - 31 يناير 2011)
ختم دولة جمهورية اتحاد ميانمار (31 يناير 2011 -)